# Blown Away (canción)
Blown Away es una canción escrita por Chris Tompkins y Josh Kear y fue escrita para la acrista country estadounidense Carrie Underwood. Fue lanzado como el segundo sencillo del cuarto álbum de estudio de Underwood Blown Away.
Underwood interpretó la canción en los resultados para el Top 5 de la N° 11 temporada de American Idol, y en los Billboard Music Awards el 2012.

## Antecedentes
Underwood dijo en una entrevista que se quería alejar de la "burbuja de la fama" para centrarse un poco más en sus letras. Y prometió que no se iban a defraudar con sus nuevas canciones, puesto que era su álbum más oscuro pero también el más confiado y no tenía puntos débiles.
En julio de 2012, anunció que la canción iba a ser lanzada como el segundo sencillo, y que el video contendría un sentido muy literal, así que esperen lo mejor. También dijo que la canción, cada vez que se la escucha, uno descubre algo nuevo, un sonido, un significado, algo que ocasiona que uno se obsesione cada vez más con esta canción. También dijo que la primera vez que la oyó, se enamoró completamente, y que fue el "catalizador" que le dio inicio al proceso del álbum, y que quería que su álbum titule igual.
Chris Tompkins coescribió la canción con Josh Kear, quien ya había trabajado con Underwood anteriormente con "Before He Cheats". Los compositores no sabían qué hacer para interpretar la canción, hasta que uno de ellos usó un sintetizador y sonó como un tornado, les gustó el sonido, así que decidieron que la protagonista de la canción sentiría rencor y manifestaría un tornado como representación de este rencor.
La canción está compuesta en A menor con un tempo aproximado de 134 beats por minuto y un acorde con el patrón Am-C-G.

## Canción
La canción comienza con un sonido algo melancólico, que continúa mientras que Underwood comienza a cantar, en el primer verso se conoce que su padre de la joven era abusivo con ella y con su madre (de ella), y ella quería que todo acabe ("Daddy was a mean ole mister, mamma was an angel in the ground"/ Papá era un hombre malo, mamá era un ángel en el infierno), el hombre del clima pronosticó que un tornado se acercaba, y ella esperaba que destruya todo ("The weahter man called for a twister, she prayed blow it down"/el hombre del clima pronosticó un tornado, ella oró porque destruya todo). En el coro, la joven ora que todo quede destruido, incluyendo sus malos recuerdos ("Shatter every window till' it's all blown away, every brick, every board, every slamming door flown away, till' there's nothing left standing nothing left to yesterday"/ Destruye cada ventana hasta que todo de destruya, que cada puerta, cada ladrillo, cada pedazo de madera se derrumbe, hasta que no quede nada, nada del ayer). En el segundo verso, cuando el tornado se aproxima, su padre estaba demasiado borracho que no escuchaba el tornado, ella como venganza por todo el daño que le hizo, se encierra sola en el refugio, dejando a su padre afuera al merced del tornado ("Her daddy laid there past out on the couch, she locked herself in the cellar, listened to the screaming of the wind, some people call it taking shelter, she call it sweet revenge/ su padre estaba desmayado en el sofá, ella se encerró en el refugio, escuchó el sonido del viento, algunos lo llaman buscar refugio, ella lo llama dulce venganza).

## Video musical
Una estación de radio de San Antonio ganó un concurso nacional para estrenar el video exclusivamente, en un evento en el que asistieron Underwood y el director del video, Randee St. Nicholas. El video fue estrenado públicamente el 30 de julio de 2012 en E! Online, y confirmado por Underwood en su página de Facebook.
El video comienza con Underwood lavándose las manos y sirviéndose un refresco antes de hacer su tarea de historia. Su padre ya está algo borracho y le pregunta si quiere ayuda con su tarea, Underwood, viendo el estado de su padre, se rehúsa, a lo que su padre reacciona de mala forma, le agarra el brazo y grita: "I am your father young lady!" ("¡yo soy tu padre jovencita..!").
La escena cambia hacia Underwood afuera de su casa viendo como las nubes antes de la tormenta antes de cantar. Es vista caminando por un cementerio donde está la tumba de su madre y corre a su casa cuando ve que el tornado se acerca. Su padre está desmayado en el sofá y por más que trató, no pudo despertarlo. Mientras se preguntaba que hacer, Underwood empieza a pensar en el pasado y en los tiempos en los que la borrachera hizo que su padre sea agresivo. Luego termina decidiendo irse al refugio sola, dejando a su padre durmiendo en el sofá. El video continua con flashbacks de su padre siendo agresivo estando en estado de ebriedad, y escenas intercaladas con la casa siendo destruida por el tornado. En el último coro, la casa empieza a sacudirse y se desvanece la pantalla hasta quedar negra, al siguiente día Underwood sale del refugio para ver el sol brillando. Hay un cachorro corriendo alrededor de las botas rojas de Underwood, haciendo referencia al Mago de Oz, mientras que canta los últimos versos de la canción, camina hacia el espacio vacío que alguna vez fue su hogar.